# Oséas
Oséas est un footballeur brésilien né le 14 mai 1971.